# Шишков, Анатолий Григорьевич
Анатолий Григорьевич Шишко́в (1900—1982) — советский актёр и режиссёр.

## Биография
Родился 10 (23 апреля) 1900 года в Москве, в семье служащего страхового общества «Россия»; в семье было 12 человек детей.
Среднее образование А Г. Шишков получил в Московской земледельческой школе. Играл в любительском кружке на Басманной, из которого возник Первый коммунистический клуб железнодорожников.
Профессиональное актёрское образование получил в студии Театра Корша (педагог — В. В. Лужский). В 1918—1922 годах служил в Театре Корша, в 1922—1929 годах — в Театре имени МГСПС, в 1931—1936 годах — в МХАТ 2-й, где преподавал; в 1939—1941 годах в ЦТКА. Во время войны, отказавшись от эвакуации с театром, вошёл во фронтовую бригаду, а затем в Первый фронтовой театр ВТО. В 1945 году был откомандирован во МХАТ имени М. Горького по запросу замдиректора театра В. Е. Месхетели. В 1960 году перешёл на преподавательскую работу во ВГИК. 15 июня 1974 года ушёл на пенсию.
Умер 15 февраля 1982 года. Похоронен в Москве на Рогожском кладбище.

## Творчество

### Режиссёрские работы
- «В овраге» А. П. Чехова
- «Начало жизни»
- «Доходное место» А. Н. Островского
- «Дима и Вава» А. Л. Барто
- «Недоросль» Д. И. Фонвизина

### Роли в театре

#### Театр Корша(1918—1922)
- «Свадьба Кречинского» А. В. Сухово-Кобылина — Пётр Константинович Муромский
- «Грех»
- «Генеральша Матрёна» Н. И. Мердер и В. А. Соколова
- «Пётр III и Екатерина II»

#### Театр МГСПС (1922—1929)
- «Шторм» В. Н. Билль-Белоцерковского
- «Штиль» В. Н. Билль-Белоцерковского
- «Голос недр» В. Н. Билль-Белоцерковского
- «Запад нервничает» В. Н. Билль-Белоцерковского
- «Константин Терехин» В. М. Киршона
- «Рельсы гудят» В. М. Киршона
- «Город ветров» В. М. Киршона
- «Мятеж» Д. А. Фурманова и С. Поливанова
- «Ярость» Е. Г. Яновского

#### МХАТ 2-й(1931—1936)
- «Блоха» Е. И. Замятина — Егупыч
- «Дело чести» И. К. Микитенко — Вырвизуб
- «Униженные и оскорблённые» Ф. М. Достоевского — Александр Маслобоев
- «Земля и небо» братьев Тур — Ивушкин, один из рабочих Оптического завода имени ОГПУ
- «Суд» В. М. Киршона — коммунист Рудольф Кетвиг
- «Смерть Иоанна Грозного» А. К. Толстого — Василий Шуйский
- «В овраге» по А. П. Чехову — урядник Свинчутка
- «Свидание» — Николай Иванович
- «Начало жизни» — Сапоговский

#### ЦТКА(1936—1939)
- «Большой день» В. М. Киршона
- «Голуби мира» Вс. В. Иванова

#### ЦДТ(1939—1941)
- «Недоросль» Д. И. Фонвизина — Стародум
- «Романтики» Э. Ростана
- «Горе-злосчастье» по С. Я. Маршаку — Солдат

#### Первый фронтовой театр ВТО (1942—1945)
- «Не всё коту масленица» А. Н. Островского — Ипполит
- «Гроза» А. Н. Островского — Кулигин
- «Поздняя любовь» А. Н. Островского — Дормидонт

#### МХАТ имени М. Горького(1945—1960)
- 1945 — «Горячее сердце» А. Н. Островского — Сидоренко
- 1945 — «Воскресение» по Л. Н. Толстому — Сторож в суде
- 1945 — «Последняя жертва» А. Н. Островского — Москвич
- 1945 — «Царь Фёдор Иоаннович» А. К. Толстого — Федюк Старков
- 1945 — «Синяя птица» М. Метерлинка — Дедушка
- 1947 — «Победители» Б. Ф. Чирскова — Степан
- 1948 — «Двенадцать месяцев» С. Я. Маршака — Посол восточной державы
- 1948 — «Хлеб наш насущный» Н. Е. Вирты — Парфён
- 1949 — «Таланты и поклонники» А. Н. Островского — Мигаев
- 1949 — «Домби и сын» по Ч. Диккенсу — мистер Перч
- 1951 — «Плоды просвещения» Л. Н. Толстого — буфетчик Яков
- 1952 — «Залп Авроры» М. В. Большинцова и М. Э. Чиаурели — содат Середа
- 1954 — «Сердце не прощает» А. В. Софронова — Егоров
- 1956 — «Кремлёвские куранты» Н. Ф. Погодина — Красноармеец
- 1957 — «Золотая карета» Л. М. Леонова — Непряхин
- 1957 — «Дворянское гнездо» по И. С. Тургеневу — Антон
- 1958 — «Третья патетическая» Н. Ф. Погодина — дворник Абдильда
- 1958 — «Зимняя сказка» У. Шекспира — Старый пастух
- «Последняя жертва» А. Н. Островского — Дергачёв
- «На дне» М. Горького — Лука
- «Горячее сердце» А. Н. Островского — Силан

### Фильмография
- 1958 — Капитанская дочка — Савельич
- 1962 — Люди и звери — Сергей Николаевич, отец Валентины (нет в титрах)

## Награды и премии
- заслуженный артист РСФСР (28.10.1954)
- Сталинская премия первой степени (1952) — за исполнение роли буфетчика Якова в спектакле «Плоды просвещения» Л. Н. Толстого
- медали